# Odessa (fumetto)
Odessa è una serie a fumetti di fantascienza pubblicata in Italia dalla Sergio Bonelli Editore dal 2019, ideata da Davide Rigamonti e Mariano De Biase con la supervisione di Antonio Serra.

## Storia editoriale
La testata esordì nel 2019 con un numero zero di formato ridotto a 16 pagine, allegato al n. 336 di Nathan Never e al n. 73 di Dragonero; la prima miniserie regolare è iniziata a maggio 2019 e si è conclusa a ottobre 2019 dopo sei numeri; il mese successivo è esordita la seconda miniserie di sei numeri, Odessa Rivelazioni. A maggio 2020 esordisce la terza miniserie, Odessa Evoluzione, mentre a novembre 2020 la quarta e ultima, Odessa Resistenza.

## Trama
In una dimensione parallela si trova a viaggiare nell'iperspazio un'astronave, la Serraglio 457, con a bordo un essere vivente che sembra essere un tutt'uno con l'astronave e che, a causa di una distorsione nello spaziotempo, si fonde con un ragazzo terrestre della città di Odessa in ucraina, Yakiv Yurakin, divenendo un essere a due facce e due anime. La distorsione fonde fra loro anche la città di Odessa con l'astronave, generando un nuovo mondo isolato da una cupola dal resto dell'universo,  popolato da varie razze aliene. Yakiv si troverà a vivere in questo mondo, Nuova Odessa, lottando per preservarne l'ordine.

## Albi

### Odessa
| Nr. | Titolo               | Data pubblicazione | Soggetto e sceneggiatura          | Disegni             | Colori             |
| --- | -------------------- | ------------------ | --------------------------------- | ------------------- | ------------------ |
| 1   | Dopo la fusione      | 25 Maggio 2019     | Davide Rigamonti                  | Matteo Resinanti    | Mariano De Biase   |
| 2   | Eroe a metà          | 26 Giugno 2019     | Davide Rigamonti                  | Simone Ragazzoni    | Simone Ragazzoni   |
| 3   | Speranze di ghiaccio | 26 Luglio 2019     | Davide Rigamonti                  | Lucia Arduini       | Daria Cerchi       |
| 4   | Dall'abisso          | 28 Agosto 2019     | Davide Rigamonti                  | Riccardo Chiereghin | Federico Giretti   |
| 5   | La scelta di Goraz   | 27 Settembre 2019  | Davide Rigamonti - Davide Aicardi | Italo Mattone       | Mariano De Biase   |
| 6   | Crocevia             | 26 Ottobre 2019    | Davide Rigamonti                  | Michela Da Sacco    | Virginia Chiabotti |

### Odessa Rivelazioni
| Nr. | Titolo                  | Data pubblicazione | Soggetto e sceneggiatura            | Disegni                               | Colori                                |
| --- | ----------------------- | ------------------ | ----------------------------------- | ------------------------------------- | ------------------------------------- |
| 1   | Fine di un mondo        | 28 Novembre 2019   | Davide Rigamonti - Piero Fissore    | Patrizia Mandanici - Simone Ragazzoni | Patrizia Mandanici - Simone Ragazzoni |
| 2   | Il coraggio di cambiare | 28 Dicembre 2019   | Davide Rigamonti - Giuliano Ramella | Pier Gallo                            | Edoardo Arzani                        |
| 3   | Minacce silenziose      | 29 Gennaio 2020    | Davide Rigamonti - Sergio Masperi   | Luciano Regazzoni                     | Mariano De Biase                      |
| 4   | Tiyi, la guerriera      | 27 Febbraio 2020   | Davide Rigamonti - Lucio Sammartino | Antonella Vicari                      | Daria Cerchi                          |
| 5   | Il sapore della verità  | 26 Marzo 2020      | Davide Rigamonti - Stefano Piani    | Elisabetta Barletta                   | Edoardo Arzani                        |
| 6   | Nel cuore del Serraglio | 29 Aprile 2020     | Davide Rigamonti                    | Elena Cesana                          | Virginia Chiabotti                    |

### Odessa Evoluzione
| Nr. | Titolo                  | Data pubblicazione | Soggetto e sceneggiatura                          | Disegni             | Colori           |
| --- | ----------------------- | ------------------ | ------------------------------------------------- | ------------------- | ---------------- |
| 1   | Prima della fusione     | 27 maggio 2020     | Mirko Perniola                                    | Simone Ragazzoni    | Simone Ragazzoni |
| 2   | Prigioniero del metallo | 25 giugno 2020     | Davide Barzi                                      | Pier Gallo          | Edoardo Arzani   |
| 3   | Una voce dal mare       | 28 luglio 2020     | Davide Barzi                                      | Lucia Arduini       | Daria Cerchi     |
| 4   | Seconde occasioni       | 27 agosto 2020     | Luca Baiano - Manfredi Toraldo                    | Elisabetta Barletta | Edoardo Arzani   |
| 5   | Il marchio del teschio  | 29 settembre 2020  | Luca Vanzella                                     | Ivan Vitolo         | Mariano De Biase |
| 6   | Il grande Kilgore       | 28 ottobre 2020    | Davide Rigamonti - Adriano Barone - Stefano Piani | Michela Da Sacco    | Mariano De Biase |

### Odessa Resistenza
| Nr. | Titolo                 | Data pubblicazione | Soggetto e sceneggiatura                          | Disegni                                  | Colori             |
| --- | ---------------------- | ------------------ | ------------------------------------------------- | ---------------------------------------- | ------------------ |
| 1   | Storie di mondi        | 27 novembre 2020   | Davide Rigamonti                                  | Emanuele Bocanfuso                       | Federico Giretti   |
| 2   | Il gioco della torre   | 29 dicembre 2020   | Davide Rigamonti - Adriano Barone - Stefano Piani | Simone Ragazzoni                         | Simone Ragazzoni   |
| 3   | Ritorni                | 28 gennaio 2021    | Davide Rigamonti - Pietro Fissore                 | Michela Sacco                            | Virginia Chiabotti |
| 4   | La risalita            | 25 febbraio 2021   | Davide Rigamonti                                  | Antonella Vicari                         | Daria Cerchi       |
| 5   | Prima della fine       | 27 marzo 2021      | Davide Rigamonti                                  | Riccardo Chiereghin - Patrizia Mandanici | Patrizia Mandanici |
| 6   | Il giorno degli ignoti | 29 aprile 2021     | Davide Rigamonti                                  | Matteo Resinati                          | Mariano De Biase   |